# 宣恩盆距兰
宣恩盆距兰（学名：Gastrochilus xuanenensis）为兰科盆距兰属下的一个种。

## 扩展阅读
- 維基物種上的相關：宣恩盆距兰